# Thienemanniella caspersi
Thienemanniella caspersi är en tvåvingeart som beskrevs av Ole Anton Saether och Leonard Charles Ferrington, Jr. 2003. Thienemanniella caspersi ingår i släktet Thienemanniella och familjen fjädermyggor.
Artens utbredningsområde är Turkiet. Inga underarter finns listade i Catalogue of Life.